# Provadia (huyện)
Provadia là một huyện thuộc tỉnh Varna, Bungaria. Dân số thời điểm năm 2001 là 25718 người.